# Beno Zupančič
Beno Zupančič, slovenski pisatelj, publicist in politik, * 22. marec 1925, Sisak (Hrvaška), † 28. avgust 1980, Ljubljana.

## Življenje
Izhaja iz slovenske delavske družine. Njegov oče je bil strojni delavec, doma v Pleterjah pri Zdolah, mati pa kuharica iz Pišec pri Brežicah. Zaradi gospodarske krize, očetove brezposelnosti in nestalnega zaslužka se je družina do Zupančičevaga osmega leta veliko selila po Hrvaškem. Nekaj let je živel v Čečurju pri Zagrebu, kjer je bil oče strojevodja na žagi. Prva dva razreda osnovne šole je obiskoval v Zdolah, saj sta starša poskrbela, da je hodil v slovensko šolo, čeprav je oče delal na Hrvaškem. Tretji razred je obiskoval v treh krajih: v Hrvaškem Zagorju, v Pišecah in v Ljubljani, kamor so se preselili leta 1935. Po osnovni šoli se je vpisal na gimnazijo, kjer je maturiral šele po drugi svetovni vojni, leta 1945. Nato se je vpisal na Filozofsko fakulteto, kjer je študiral slavistiko in leta 1950 diplomiral. Med okupacijo se je bojeval pri OF, bil za nekaj mesecev interniran v italijanskem koncentracijskem taborišču Gonars, po vrnitvi leta 1943 pa se je pridružil NOB. Njegov oče je umrl v Dachauu. Po letu 1945 je deloval pri časopisih in v kulturnih, političnih in državnih ustanovah. Najprej je delal kot novinar, nato pa sodeloval pri revijah in založbah, in sicer kot urednik pri Mladini, Mladinski knjigi in Cankarjevi založbi, kjer je bil nekaj let celo direktor. Nekaj časa je bil tudi predsednik Društva slovenskih pisateljev. Opravljal je veliko političnih funkcij. Bil je podpredsednik Izvršnega sveta Socialistične republike Slovenije in poslanec Skupščine SFRJ. Kot politični funkcionar je veliko potoval po Jugoslaviji in tujini, kjer se je srečeval z različnimi vplivnimi ljudmi, to pa je vplivalo tudi na njegovo pisanje. Zelo uspešno je združeval oba svoja poklica, pisateljskega in političnega. Umrl je v Ljubljani in je pokopan na Žalah.

## Delo
Znan je kot novelista, romanopisca, mladinskega pisatelja, potopisca, publicista, dokazal pa se je tudi kot scenarist, za filmski scenarij je pripravil svojo novelo Veselica.
V mladih letih se je navduševal nad slikarstvom in kiparstvom, v najstniških letih je napisal nekaj pesmi, vendar jih nikoli ni objavil. Prozo je začel pisati po vojni, zelo dejaven pa je bil tudi kot publicist. V Mladini je objavljal esejistične kulturne in družbeno-politične prispevke, literarne prispevke pa objavljal v Novem svetu, Mladinski reviji in Novih obzorjih. Na začetku literarnega ustvarjanja je nanj vplival Anton Ingolič, kasneje Ivan Potrč, najpomembnejšo vlogo pri njegovih literarnih besedilih pa je imel Cene Vipotnik, ki je pregledal več njegovih del in mu dajal nasvete. 
S slogom in izbiro teme malega človeka je bil dedič socialnega realizma, kasneje pa je postalo njegovo pisanje že bolj modernistično. 
Piše odkrito, življenjsko, neposredno, kritično in samokritično, uporablja humor, ironijo, žargon. Pogosti so motivi in teme, povezani z življenjem v ilegali v okupirani Ljubljani in v taborišču, ukvarja se s psihološkimi in etičnimi vprašanji človeka med vojno in po njej. Sam je svoj postopek pisanja opisal kot lepljenko. Vedno in povsod je zbiral in si zapisoval na listke razne dogodke, situacije, misli, citate ter šele potem vse to gradivo razvrstil in oblikoval v sklenjeno obliko. Za pisanje je izkoristil vsak prosti trenutek, vedno pa se je trudil dobro poznati teme, o katerih je pisal.
V njegovih delih je veliko avtobiografskega, največ  v romanu Plat zvona. Po noveli Veselica in romanu Sedmina sta bila narejena filma, novele Pogreb, Življenje in smrt in Brez naslova in junaka pa so bile ekranizirane za televizijo. Preveden je bil v hrvaščino, češčino, albanščino, nemščino, makedonščino, estonščino in madžarščino. Po njem je poimenovana  knjižnica v Postojni.

### Novele
- Štirje molčeči in druge zgodbe (Mladinska knjiga, Ljubljana, 1951) (COBISS)
- Veter in cesta (Slovenski knjižni zavod, Ljubljana, 1954) (COBISS)
- Zlati prah. Kratke zgodbe za kratek čas. (Mladinska knjiga, Ljubljana, 1979) (COBISS)

### Romani
- Mrtvo morje (Prešernova družba, Ljubljana, 1956) (COBISS)
- Sedmina (Slovenska matica, Ljubljana, 1957) (COBISS)
- Meglica (Mladinska knjiga, Ljubljana, 1966) (COBISS)
- Plat zvona (Cankarjeva založba, Ljubljana, 1970) (COBISS)
- Potres (Cankarjeva založba, Ljubljana, 1971) (COBISS)
- Golobnjak (Cankarjeva založba, Ljubljana, 1972) (COBISS)
- Grmada (Cankarjeva založba, Ljubljana, 1974) (COBISS)
- Noč in dan (Cankarjeva založba, Ljubljana, 1977) (COBISS)

### Mladinska književnost
- Popotovanje na Tongatabu (Naš tisk, Ljubljana, 1954) (COBISS)
- Deček Jarbol (Mladinska knjiga, Ljubljana, 1959) (COBISS)
- Koromindija doma (Mladinska knjiga, Ljubljana, 1971) (COBISS)
- 105 (sto pet) lubenic (Mladinska knjiga, Ljubljana, 1972) (COBISS)
- Luka (Mladinska knjiga, Ljubljana, 1981) (COBISS)

### Potopis
- Popotovanja (Mladinska knjiga, Ljubljana, 1976) (COBISS)

### Publicistika
- Delavci in kultura (Komunist, Ljubljana, 1975) (COBISS)
- Politični zapiski 1971—1972 (Partizanska knjiga, Ljubljana, 1975) (COBISS)
- Za kulturno življenje (Obzorja, Maribor, 1975) (COBISS)
- Po meri našega človeka ("Človek, delo, kultura") (Komunist, Ljubljana, 1977) (COBISS)
- Kultura včeraj in danes (Komunist, Ljubljana, 1979) (COBISS)

### Scenarij za radijsko igro
- Veselica (radijska priredba novele) (Radiotelevizija, Uredništvo kulturno umetniških oddaj, Ljubljana, 1978) (COBISS)

## Nagrade in priznanja
- Prešernova nagrada za roman Sedmina (1958)
- Župančičeva nagrada za roman Grmada (1975)
- Nagrada mesta Ljubljana za literarno in publicistično ustvarjanje (1978)
- Nagrada Ivana Cankarja za roman Plat Zvona
- Za kulturno in politično delo: Medalja zaslug za narod (1949), Red republike s srebrnim vencem (1965), Red bratstva in enotnosti z zlatim vencem (1975)